# Supercopa de Italia 1992
La Supercopa de Italia 1992 fue la 5ª edición de la Supercopa de Italia, que enfrentó al ganador de la Serie A 1991-92 el A.C. Milan contra el campeón de la Copa Italia 1991-92, el Parma. El partido se disputó el 30 de agosto de 1992 en el Estadio Giuseppe Meazza en Milán.
El Milan ganó el partido, con resultado de 2-1.

## Equipos participantes
| A.C. Milan |  |  |  | Campeón de la Serie A 1991-92     |
| Parma      |  |  |  | Campeón de la Copa Italia 1991-92 |

## Ficha del Partido
| 1          | POR        | Francesco Antonioli   |     |
| 2          | DEF        | Mauro Tassotti        |     |
| 6          | DEF        | Franco Baresi         |     |
| 5          | DEF        | Alessandro Costacurta |     |
| 3          | DEF        | Paolo Maldini         |     |
| 7          | MED        | Gianluigi Lentini     |     |
| 4          | MED        | Demetrio Albertini    |     |
| 10         | MED        | Ruud Gullit           | 46' |
| 8          | MED        | Roberto Donadoni      |     |
| 9          | DEL        | Marco van Basten      |     |
| 11         | DEL        | Jean-Pierre Papin     | 65' |
| Entrenador | Entrenador | Fabio Capello         |     |

| 1          | POR        | Cláudio Taffarel    |     |
| 2          | DEF        | Antonio Benarrivo   |     |
| 5          | DEF        | Luigi Apolloni      |     |
| 4          | DEF        | Lorenzo Minotti     |     |
| 6          | DEF        | Salvatore Matrecano |     |
| 3          | DEF        | Alberto Di Chiara   |     |
| 8          | MED        | Daniele Zoratto     |     |
| 9          | MED        | Marco Osio          |     |
| 10         | MED        | Gabriele Pin        | 70' |
| 7          | DEL        | Alessandro Melli    |     |
| 11         | DEL        | Faustino Asprilla   |     |
| Entrenador | Entrenador | Nevio Scala         |     |

| 14 | MED | Alberigo Evani  | 46' |
| 16 | DEL | Daniele Massaro | 65' |

| 14 | MED | Stefano Cuoghi | 70' |

| Anotado | 14' | Marco van Basten | 1–0 |
| Anotado | 70' | Daniele Massaro  | 2-1 |

| Anotado | 45' | Alessandro Melli | 1-1 |

| Amonestado |  | Franco Baresi |

| Amonestado |  | Salvatore Matrecano |
| Amonestado |  | Daniele Zoratto     |

| Árbitro             | Pierluigi Pairetto |
| Árbitros asistentes |                    |
|                     |                    |
| Cuarto Árbitro      |                    |

| 1          | POR        | Francesco Antonioli   |     |
| 2          | DEF        | Mauro Tassotti        |     |
| 6          | DEF        | Franco Baresi         |     |
| 5          | DEF        | Alessandro Costacurta |     |
| 3          | DEF        | Paolo Maldini         |     |
| 7          | MED        | Gianluigi Lentini     |     |
| 4          | MED        | Demetrio Albertini    |     |
| 10         | MED        | Ruud Gullit           | 46' |
| 8          | MED        | Roberto Donadoni      |     |
| 9          | DEL        | Marco van Basten      |     |
| 11         | DEL        | Jean-Pierre Papin     | 65' |
| Entrenador | Entrenador | Fabio Capello         |     |

| 1          | POR        | Cláudio Taffarel    |     |
| 2          | DEF        | Antonio Benarrivo   |     |
| 5          | DEF        | Luigi Apolloni      |     |
| 4          | DEF        | Lorenzo Minotti     |     |
| 6          | DEF        | Salvatore Matrecano |     |
| 3          | DEF        | Alberto Di Chiara   |     |
| 8          | MED        | Daniele Zoratto     |     |
| 9          | MED        | Marco Osio          |     |
| 10         | MED        | Gabriele Pin        | 70' |
| 7          | DEL        | Alessandro Melli    |     |
| 11         | DEL        | Faustino Asprilla   |     |
| Entrenador | Entrenador | Nevio Scala         |     |

| 14 | MED | Alberigo Evani  | 46' |
| 16 | DEL | Daniele Massaro | 65' |

| 14 | MED | Stefano Cuoghi | 70' |

| Anotado | 14' | Marco van Basten | 1–0 |
| Anotado | 70' | Daniele Massaro  | 2-1 |

| Anotado | 45' | Alessandro Melli | 1-1 |

| Amonestado |  | Franco Baresi |

| Amonestado |  | Salvatore Matrecano |
| Amonestado |  | Daniele Zoratto     |

| Árbitro             | Pierluigi Pairetto |
| Árbitros asistentes |                    |
|                     |                    |
| Cuarto Árbitro      |                    |

| Supercopa de Italia     |
|                         |
| Campeón Milan 2º título |